# Grande Prêmio de Miami de 2025
O Grande Prêmio de Miami de 2025 (formalmente denominado Formula 1 Crypto.com Miami Grand Prix 2025) foi a sexta etapa da temporada de 2025 da Fórmula 1, disputada em 4 de maio de 2025 no Autódromo Internacional de Miami, em Miami Gardens, Flórida, Estados Unidos. A corrida, patrocinada pela Crypto.com, será disputada à tarde, aproveitando o clima subtropical de Miami e a atmosfera vibrante do evento, que combina esporte, entretenimento e cultura local.

## Antecedentes
O GP de Miami, introduzido em 2022, é um dos eventos mais populares do calendário da Fórmula 1, atraindo cerca de 270 mil espectadores ao longo do fim de semana e gerando um impacto econômico estimado em US$350 milhões para a região. O circuito, projetado por Hermann Tilke, está localizado ao redor do Hard Rock Stadium, com 19 curvas, três zonas de DRS e uma reta principal que favorece ultrapassagens. A pista de 5.412 km é conhecida por sua combinação de curvas técnicas, como a sequência 11-16, e setores de alta velocidade.
O Grande Prêmio de Miami de 2025 sucede o GP da Arábia Saudita e antecede o da Emilia-Romagna, sendo a sexta das 24 corridas do calendário. A temporada de 2025 mantém os motores híbridos V6 turbo com MGU-K de 350 kW, combustíveis 100% sustentáveis e carros de 798 kg, com ajustes aerodinâmicos para melhorar ultrapassagens. O clima de Miami em maio, com temperaturas em torno de 29°C e possibilidade de chuva, pode influenciar estratégias de pneus e resfriamento.

## Resultados

### Sprint Shootout
| Pos.                | N° | Piloto                | Construtor                 | Tempos classificatórios | Tempos classificatórios | Tempos classificatórios | Sprint grid |
| Pos.                | N° | Piloto                | Construtor                 | SQ1                     | SQ2                     | SQ3                     | Sprint grid |
| ------------------- | -- | --------------------- | -------------------------- | ----------------------- | ----------------------- | ----------------------- | ----------- |
| 1                   | 12 | Andrea Kimi Antonelli | Mercedes                   | 1:27.858                | 1:27.384                | 1:26.482                | 1           |
| 2                   | 81 | Oscar Piastri         | McLaren-Mercedes           | 1:27.951                | 1:27.354                | 1:26.527                | 2           |
| 3                   | 4  | Lando Norris          | McLaren-Mercedes           | 1:27.890                | 1:27.109                | 1:26.582                | 3           |
| 4                   | 1  | Max Verstappen        | Red Bull Racing-Honda RBPT | 1:27.953                | 1:27.245                | 1:26.737                | 4           |
| 5                   | 63 | George Russell        | Mercedes                   | 1:27.688                | 1:27.666                | 1:26.791                | 5           |
| 6                   | 16 | Charles Leclerc       | Ferrari                    | 1:28.325                | 1:27.467                | 1:26.808                | 6           |
| 7                   | 44 | Lewis Hamilton        | Ferrari                    | 1:28.231                | 1:27.546                | 1:27.030                | 7           |
| 8                   | 23 | Alexander Albon       | Williams-Mercedes          | 1:27.859                | 1:27.697                | 1:27.193                | 8           |
| 9                   | 6  | Isack Hadjar          | Racing Bulls-Honda RBPT    | 1:28.394                | 1:27.773                | 1:27.543                | 9           |
| 10                  | 14 | Fernando Alonso       | Aston Martin-Mercedes      | 1:28.455                | 1:27.766                | 1:27.790                | 10          |
| 11                  | 27 | Nico Hülkenberg       | Kick Sauber-Ferrari        | 1:28.542                | 1:27.850                | N/A                     | 11          |
| 12                  | 31 | Esteban Ocon          | Haas-Ferrari               | 1:28.303                | 1:28.070                | N/A                     | 12          |
| 13                  | 10 | Pierre Gasly          | Alpine-Renault             | 1:28.345                | 1:28.167                | N/A                     | 13          |
| 14                  | 30 | Liam Lawson           | Racing Bulls-Honda RBPT    | 1:28.914                | 1:28.375                | N/A                     | 14          |
| 15                  | 55 | Carlos Sainz Jr.      | Williams-Mercedes          | 1:27.899                | DNF                     | N/A                     | 15          |
| 16                  | 18 | Lance Stroll          | Aston Martin-Mercedes      | 1:29.028                | N/A                     | N/A                     | 16          |
| 17                  | 7  | Jack Doohan           | Alpine-Renault             | 1:29.171                | N/A                     | N/A                     | 17          |
| 18                  | 22 | Yuki Tsunoda          | Red Bull Racing-Honda RBPT | 1:29.246                | N/A                     | N/A                     | PL1         |
| 19                  | 5  | Gabriel Bortoleto     | Kick Sauber-Ferrari        | 1:29.312                | N/A                     | N/A                     | 18          |
| 20                  | 87 | Oliver Bearman        | Haas-Ferrari               | 1:29.825                | N/A                     | N/A                     | 19          |
| 107% time: 1:33.826 |    |                       |                            |                         |                         |                         |             |
| Fontes:             |    |                       |                            |                         |                         |                         |             |

Notas
- ↑1  – Yuki Tsunoda classificou-se em 18º, mas foi obrigado a iniciar o sprint a partir do pit lane, pois seu carro foi modificado nas condições do parque fechado.[5]

### Sprint
| Pos.    | No. | Piloto                | Construtor                 | Voltas | Tempo                   | Grid | Pontos |
| ------- | --- | --------------------- | -------------------------- | ------ | ----------------------- | ---- | ------ |
| 1       | 4   | Lando Norris          | McLaren-Mercedes           | 18     | 36:37.647               | 3    | 8      |
| 2       | 81  | Oscar Piastri         | McLaren-Mercedes           | 18     | +0.672                  | 2    | 7      |
| 3       | 44  | Lewis Hamilton        | Ferrari                    | 18     | +1.073                  | 7    | 6      |
| 4       | 63  | George Russell        | Mercedes                   | 18     | +3.127                  | 5    | 5      |
| 5       | 18  | Lance Stroll          | Aston Martin-Mercedes      | 18     | +3.412                  | 16   | 4      |
| 6       | 22  | Yuki Tsunoda          | Red Bull Racing-Honda RBPT | 18     | +5.153                  | PL   | 3      |
| 7       | 12  | Andrea Kimi Antonelli | Mercedes                   | 18     | +5.635                  | 1    | 2      |
| 8       | 10  | Pierre Gasly          | Alpine-Renault             | 18     | +5.973                  | 13   | 1      |
| 9       | 27  | Nico Hülkenberg       | Kick Sauber-Ferrari        | 18     | +6.153                  | 11   |        |
| 10      | 6   | Isack Hadjar          | Racing Bulls-Honda RBPT    | 18     | +7.502                  | 9    |        |
| 11      | 23  | Alexander Albon       | Williams-Mercedes          | 18     | +7.5221                 | 8    |        |
| 12      | 31  | Esteban Ocon          | Haas-Ferrari               | 18     | +8.998                  | 12   |        |
| 13      | 30  | Liam Lawson           | Racing Bulls-Honda RBPT    | 18     | +9.0242                 | 14   |        |
| 14      | 87  | Oliver Bearman        | Haas-Ferrari               | 18     | +9.2183                 | 19   |        |
| 15      | 5   | Gabriel Bortoleto     | Kick Sauber-Ferrari        | 18     | +9.675                  | 18   |        |
| 16      | 7   | Jack Doohan           | Alpine-Renault             | 18     | +9.909                  | 17   |        |
| 17      | 1   | Max Verstappen        | Red Bull Racing-Honda RBPT | 18     | +12.0594                | 4    |        |
| Ret     | 14  | Fernando Alonso       | Aston Martin-Mercedes      | 13     | Colisão após batida     | 10   |        |
| Ret     | 55  | Carlos Sainz Jr.      | Williams-Mercedes          | 12     | Danos                   | 15   |        |
| DNS     | 16  | Charles Leclerc       | Ferrari                    | 0      | Colisão antes da sprint | —5   |        |
| Fontes: |     |                       |                            |        |                         |      |        |

Notas
- ↑1  – Alexander Albon terminou em quinto, mas recebeu uma penalidade de cinco segundos por infração do safety car.[6]

- ↑2  – Liam Lawson terminou em sétimo, mas recebeu uma penalidade de cinco segundos por causar uma colisão com Fernando Alonso.[6]

- ↑3  – Oliver Bearman terminou em oitavo, mas recebeu uma penalidade de cinco segundos por uma liberação insegura no box.[6]

- ↑4  – Max Verstappen terminou em quarto, mas recebeu uma penalidade de dez segundos por uma liberação insegura no pit, causando colisão com Antonelli.[6]

- ↑5  – Charles Leclerc não iniciou o sprint porque bateu antes de alinhar o carro no grid. Sua vaga no grid ficou vaga.[6]

### Treino classificatório
O treino classificatório está programado para 3 de maio de 2025, às 16:15 (UTC-4), definindo o grid de largada. Com três fases (Q1, Q2, Q3) de 18, 15 e 12 minutos, a sessão deve ocorrer sob condições quentes e úmidas, favorecendo os pneus médios (C2) e macios (C3) devido à alta aderência e abrasividade moderada da pista.
| Pos.                | N° | Piloto                | Construtor                 | tempos qualificatorios | tempos qualificatorios | tempos qualificatorios | Final grid |
| Pos.                | N° | Piloto                | Construtor                 | Q1                     | Q2                     | Q3                     | Final grid |
| ------------------- | -- | --------------------- | -------------------------- | ---------------------- | ---------------------- | ---------------------- | ---------- |
| 1                   | 1  | Max Verstappen        | Red Bull Racing-Honda RBPT | 1:26.870               | 1:26.643               | 1:26.204               | 1          |
| 2                   | 4  | Lando Norris          | McLaren-Mercedes           | 1:26.955               | 1:26.499               | 1:26.269               | 2          |
| 3                   | 12 | Andrea Kimi Antonelli | Mercedes                   | 1:27.077               | 1:26.606               | 1:26.271               | 3          |
| 4                   | 81 | Oscar Piastri         | McLaren-Mercedes           | 1:27.006               | 1:26.269               | 1:26.375               | 4          |
| 5                   | 63 | George Russell        | Mercedes                   | 1:27.014               | 1:26.575               | 1:26.385               | 5          |
| 6                   | 55 | Carlos Sainz Jr.      | Williams-Mercedes          | 1:27.098               | 1:26.847               | 1:26.569               | 6          |
| 7                   | 23 | Alexander Albon       | Williams-Mercedes          | 1:27.042               | 1:26.855               | 1:26.682               | 7          |
| 8                   | 16 | Charles Leclerc       | Ferrari                    | 1:27.417               | 1:26.948               | 1:26.754               | 8          |
| 9                   | 31 | Esteban Ocon          | Haas-Ferrari               | 1:27.450               | 1:26.967               | 1:26.824               | 9          |
| 10                  | 22 | Yuki Tsunoda          | Red Bull Racing-Honda RBPT | 1:27.298               | 1:26.959               | 1:26.943               | 10         |
| 11                  | 6  | Isack Hadjar          | Racing Bulls-Honda RBPT    | 1:27.301               | 1:26.987               | N/A                    | 11         |
| 12                  | 44 | Lewis Hamilton        | Ferrari                    | 1:27.279               | 1:27.006               | N/A                    | 12         |
| 13                  | 5  | Gabriel Bortoleto     | Kick Sauber-Ferrari        | 1:27.343               | 1:27.151               | N/A                    | 13         |
| 14                  | 7  | Jack Doohan           | Alpine-Renault             | 1:27.422               | 1:27.186               | N/A                    | 14         |
| 15                  | 30 | Liam Lawson           | Racing Bulls-Honda RBPT    | 1:27.444               | 1:27.363               | N/A                    | 15         |
| 16                  | 27 | Nico Hülkenberg       | Kick Sauber-Ferrari        | 1:27.473               | N/A                    | N/A                    | 16         |
| 17                  | 14 | Fernando Alonso       | Aston Martin-Mercedes      | 1:27.604               | N/A                    | N/A                    | 17         |
| 18                  | 10 | Pierre Gasly          | Alpine-Renault             | 1:27.710               | N/A                    | N/A                    | PL1        |
| 19                  | 18 | Lance Stroll          | Aston Martin-Mercedes      | 1:27.830               | N/A                    | N/A                    | 18         |
| 20                  | 87 | Oliver Bearman        | Haas-Ferrari               | 1:27.999               | N/A                    | N/A                    | 19         |
| 107% time: 1:32.950 |    |                       |                            |                        |                        |                        |            |
| Fontes:             |    |                       |                            |                        |                        |                        |            |

Notas
- ↑1  – Pierre Gasly classificou-se em 18º, mas foi obrigado a começar a corrida no pit lane, pois seu carro foi modificado durante as condições do parque fechado.[8]

### Corrida
A corrida está marcada para 4 de maio de 2025, às 15:00 (UTC-4), com 57 voltas e 308.484 km. A estratégia deve privilegiar duas paradas, com pneus médios (C2) e duros (C1) predominando devido ao calor e ao desgaste moderado. As zonas de DRS na reta principal, após a curva 16 e antes da curva 11, são os principais pontos de ultrapassagem.
| Pos.    | N° | Piloto                | Construtor                 | Voltas | Tempo/retirada    | Grid | Pontos |
| ------- | -- | --------------------- | -------------------------- | ------ | ----------------- | ---- | ------ |
| 1       | 81 | Oscar Piastri         | McLaren-Mercedes           | 57     | 1:28:51.587       | 4    | 25     |
| 2       | 4  | Lando Norris          | McLaren-Mercedes           | 57     | +4.630            | 2    | 18     |
| 3       | 63 | George Russell        | Mercedes                   | 57     | +37.644           | 5    | 15     |
| 4       | 1  | Max Verstappen        | Red Bull Racing-Honda RBPT | 57     | +39.956           | 1    | 12     |
| 5       | 23 | Alexander Albon       | Williams-Mercedes          | 57     | +48.067           | 7    | 10     |
| 6       | 12 | Andrea Kimi Antonelli | Mercedes                   | 57     | +55.502           | 3    | 8      |
| 7       | 16 | Charles Leclerc       | Ferrari                    | 57     | +57.036           | 8    | 6      |
| 8       | 44 | Lewis Hamilton        | Ferrari                    | 57     | +1:00.186         | 12   | 4      |
| 9       | 55 | Carlos Sainz Jr.      | Williams-Mercedes          | 57     | +1:00.577         | 6    | 2      |
| 10      | 22 | Yuki Tsunoda          | Red Bull Racing-Honda RBPT | 57     | +1:14.4341        | 10   | 1      |
| 11      | 6  | Isack Hadjar          | Racing Bulls-Honda RBPT    | 57     | +1:14.602         | 11   |        |
| 12      | 31 | Esteban Ocon          | Haas-Ferrari               | 57     | +1:22.006         | 9    |        |
| 13      | 10 | Pierre Gasly          | Alpine-Renault             | 57     | +1:30.445         | PL   |        |
| 14      | 27 | Nico Hülkenberg       | Kick Sauber-Ferrari        | 56     | +1 lap            | 16   |        |
| 15      | 14 | Fernando Alonso       | Aston Martin-Mercedes      | 56     | +1 lap            | 17   |        |
| 16      | 18 | Lance Stroll          | Aston Martin-Mercedes      | 56     | +1 lap            | 18   |        |
| Ret     | 30 | Liam Lawson           | Racing Bulls-Honda RBPT    | 36     | Dano após colisão | 15   |        |
| Ret     | 5  | Gabriel Bortoleto     | Kick Sauber-Ferrari        | 30     | Motor             | 13   |        |
| Ret     | 87 | Oliver Bearman        | Haas-Ferrari               | 27     | Motor             | 19   |        |
| Ret     | 7  | Jack Doohan           | Alpine-Renault             | 0      | Furo de Pneu      | 14   |        |
| Fontes: |    |                       |                            |        |                   |      |        |

Notas
- ↑1  – Yuki Tsunoda recebeu uma penalidade de cinco segundos por excesso de velocidade no pit lane. Sua posição final não foi afetada pela penalidade.[9]

## Tabela do Campeonato após a Corrida
|        | Pos. | Piloto          | Pontos |
| ------ | ---- | --------------- | ------ |
|        | 1    | Oscar Piastri   | 131    |
|        | 2    | Lando Norris    | 115    |
|        | 3    | Max Verstappen  | 99     |
|        | 4    | George Russell  | 93     |
|        | 5    | Charles Leclerc | 53     |
| Fonte: |      |                 |        |

|        | Pos. | Construtor                 | Pontos |
| ------ | ---- | -------------------------- | ------ |
|        | 1    | McLaren-Mercedes           | 246    |
|        | 2    | Mercedes                   | 141    |
|        | 3    | Red Bull Racing-Honda RBPT | 105    |
|        | 4    | Ferrari                    | 94     |
|        | 5    | Williams-Mercedes          | 37     |
| Fonte: |      |                            |        |

- Nota: Apenas as 5 primeiras posições estão incluídas em ambos conjuntos de classificação.

## Informações técnicas e destaques
- Autódromo Internacional de Miami: Projetado por Hermann Tilke, o traçado de 5.412 km tem 19 curvas, três zonas de DRS e uma velocidade média de cerca de 230 km/h. A pista combina setores técnicos, como a chicane 14-15, com retas longas, favorecendo ultrapassagens.
- Pneus Pirelli: Os compostos C1 (duro), C2 (médio) e C3 (macio) estarão disponíveis. O C2 é ideal para stints longos, enquanto o C3 é preferido no quali. O calor pode aumentar o desgaste, exigindo estratégias de duas paradas.[11]
- Simulações técnicas: Simulações sugerem tempos de pole em torno de 1:29s, refletindo os regulamentos de 2025. O consumo de combustível deve ser de cerca de 110 kg para os 308 km.[12]
- Sustentabilidade na F1: Os combustíveis 100% sustentáveis mantêm a potência de 1.000 cv, beneficiando as retas e reduzindo o impacto ambiental.[13]
- Regulamentações de 2025: Motores híbridos com 475 kW (turbo) e 350 kW (MGU-K), sem bargeboards e com asas simplificadas, favorecem ultrapassagens nas zonas de DRS.
- Equipes participantes: Red Bull Racing (Honda RBPT), Ferrari, McLaren (Mercedes), Mercedes, Aston Martin (Mercedes), Alpine (Renault), Williams (Mercedes), Kick Sauber (Ferrari), Racing Bulls (Honda RBPT) e Haas (Ferrari) competem, ajustando setups para o calor.[14]
- Curiosidades do circuito: O recorde de volta é de 1:29.708, por Max Verstappen em 2024. Em 2025, os tempos devem ficar próximos de 1:29s devido às mudanças aerodinâmicas.[15]